# Kobo Abe
Kobo Abe (japonsko: 安部公房 , pravo ime Kimifusa Abe), japonski pisatelj, * 7. marec 1924, Tokio, † 22. januar 1993, Tokio.
(Japonski način zapisovanja imen veleva zapis priimka pred lastnim imenom). Odraščal je v Mukdah (Mandžurija), kjer je njegov oče služboval kot zdravnik. Abe Kobo je šel po očetovih stopinjah in je študiral medicino. Leta 1947 je objavil svoje prve pesnitve, pri katerih je možno zaznati Rilkejev vpliv. V poznejših obdobjih je pisal tako eseje, romane, družbenokritične sestavke kot tudi drame. Zelo so mu bili pri srcu evropski avtorji, npr. Dostojevski, Nietzsche, Heidegger, Jaspers, Kafka, Edgar Alan Poe. Leta 1948 je objavil svojo prvo knjigo, s katero si je utrl pot med bolj znane pisatelje. Leta 1956 je obiskal Nemčijo.
Abe Kobo velja za značilnega predstavnika svoje generacije. Zgledoval se je še zlasti po pisatelju Hanadi Kiyoteri kot tudi po Ishikawi Junu, ki sta dajala prednost psihološkim prvinam, realistične opise civiliziranega sveta pa postavljala nekoliko v ozadje. Tako je Abe Kobo, podobna kot njegova evropska vzornika F. Kafka in Jean Paul Sartre, podrobno in zanimivo opisoval bivanje posameznika v velikih družbah.

## Dela
- Znak na koncu ceste, 1948
- Zločin gospoda Karuma, 1951
- Ženska s peščin, 1962
- Obraz nekoga drugega, 1964
- Zažgani mestni načrt, 1967
- Škatlasti mož, 1973
- Skrinjasti mož, 1973
- Skrivnostna srečanja, 1987
- Četrti vmesni čas, 1987
- Odkritje R 62, 1991

## Gledališka dela
- Mož, ki se je spremenil v palico, 1969
- Prijatelji, 1984